# Поповка (Нижнекамский район)
Попо́вка — посёлок в Нижнекамском районе Татарстана.

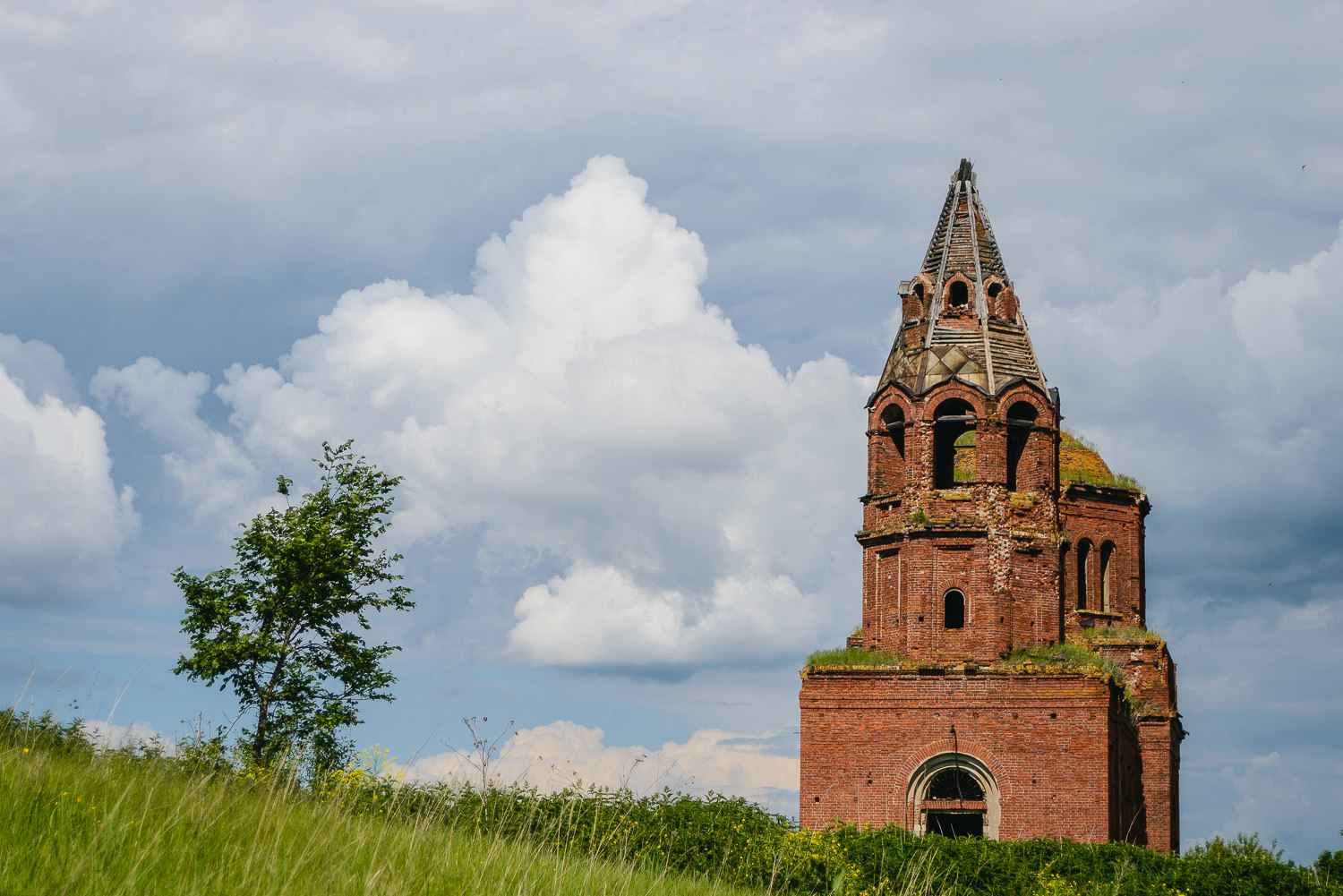
Храм Сретения Господня (1866г)

## География
Расположен на реке Уратьма в 40 км к юго-западу от Нижнекамска.

## История
Основан в середине XVIII века. В дореволюционных источниках упоминается также как Уратьма-Поповка. До реформы 1861 г. жители относились к категории помещичьих крестьян. Занимались земледелием, разведением скота. В самом селе было 106 дворов, жителей- 762 (русские, православные), действовала земская школа. В начале XX века, здесь функционировали Сретенская церковь (построена в 1866-67 г., памятник архитектуры), 2 водяные мельницы, винокуренный завод, 2 мелочные лавки. В этот период земельный надел сельской общины составлял 404,3 дес.
До 1920 г. посёлок входил в Богородскую волость Чистопольского уезда Казанской губернии. С 1920 г. в составе Чистопольского кантона ТАССР. С 10.08.1930 г. в Шереметьевском, с 01.02.1963 г. в Челнинском, с 12.01.1965 г. в Нижнекамском районах.

## Улицы
Уличная сеть посёлка состоит из трёх улиц: Молодежная, Солнечная, Школьная.

## Климат
Климат данного района умеренно континентальный. Средняя годовая температура воздуха 2,8 ˚C. Продолжительность теплого периода (с температурой выше 0 ˚C) колеблется по территории в пределах 198—209 дней, холодного — 156—167 дней. Максимум глубины промерзания почвы наблюдается в пределах от 100 до 150 сантиметров. 

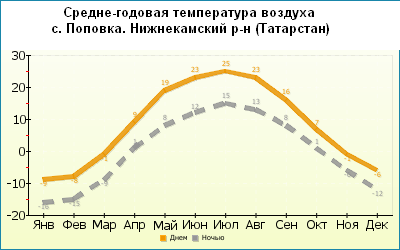

### Достопримечательности
- Сретенская церковь.

Кирпичный храм воздвигнут в 1866 г. Небольшой храм с невысокой двухъярусной колокольней, выполненный в русском стиле. Церковь построена на средства помещицы Фавсты Ермолаевны Нератовой после смерти её мужа, командира Ижевского оружейного завода генерала Ивана Александровича Нератова. В эпоху реформ 1860—1870-х гг. село принадлежало их сыну, видному государственному деятелю сенатору Анатолию Ивановичу Нератову (1830—1907). В приходе храма с 1884 г. около 30 лет служил Андрей Геннадьевич Кудрявцев (1860-?), выпускник КДС 1884 г. Церковь имеет статус «Памятник архитектуры».

## Экономика
- Полеводство.
- Скотоводство с 2006 года прекратило своё существование.